# Sunny War
Sunny War   (Nashville, 1 de desembre de 1990) és una cantant i compositora estatunidenca. El seu so es descriu sovint com a folk-punk, tot i que les seves composicions abasten estils molt diversos, amb un to sovint introspectiu, i les seves cançons acostumen a barrejar rock, gospel i música country.
Va començar la seva carrera musical el 2014, amb el llançament de Worthless, un EP. Els seus àlbums de la dècada del 2020 han cridat l'atenció del públic i han rebut elogis de la crítica. Després de viure un temps a Los Angeles com sensesostre, es va establir a  Chattanooga, Tennessee, a la casa heretada de la seva àvia, on viu amb el seu germà.

## Biografia
War va néixer l'any 1990. Als 7 anys, la seva mare li va comprar una guitarra i va fer classes de piano i harmònica. Quan estava a l'escola secundària, es va traslladar de Tennessee a Califòrnia. Va aprendre sola a tocar la guitarra mirant i imitant com el pare d'un seu amic tocava el banjo, cosa que va influir decisivament en el seu estil característic de tocar la guitarra pessigant o fent sonar les cordes individualment amb els dits, el que s’anomena en la música popular americana fingerpicking style.
En un vídeo disponible a YouTube des del 8 de maig de 2011, el professor d'universitat comunitària William O'Connell, que estava fent una recerca sobre comunitats sense llar a Los Angeles, entrevista War en la seva època de sensesostre, en el que es considera la seva primera aparició pública. Va començar així a cridar l'atenció per la seva música, interpretant "alguns blues de Nashville que vaig escriure". Amb el títol Amazing Venice Beach Homeless Girl on Guitar el vídeo ha obtingut més de 9,5 milions de visualitzacions fins al març de 2025.
War va desenvolupar en aquella època un problema d'addicció amb l'heroïna i la metamfetamina de cristall. Va començar a patir convulsions i va passar temps a la presó i a hospitals psiquiàtrics. Va gravar el seu primer EP mentre residia en una institució de rehabilitació, enregistrant ella mateixa els CD per vendre'ls al carrer. Un cop va estimar que "gairebé 40 persones que vaig conèixer quan era una noia al carrer" ara ja són mortes, ja sigui per insuficiència hepàtica o per sobredosi.

## Carrera musical

### Estil
War es caracteritza pel seu estil de tocar la guitarra usant una tècnica habitualment reservada al banjo. Com explica el crític musical Michael Simmons del L.A. Weekly: "... el seu polze dret prem la part del baix mentre el seu dit índex puja notes i acords, deixant els altres tres dits sense utilitzar. Una tècnica de banjo que també l'utilitzen els guitarristes de blues acústic. Els seus dits són llargs i forts, com les mans de Robert Johnson, en contrast amb la seva figura fràgil i esvelta. La línia de baix sona com un martell que colpeja les tecles del piano amb un metre perfecte, mentre que les altres notes són ràfegues dinàmiques, com bombes de dispersió. No he sentit cap guitarrista jove tan hàbil i punyent des de fa anys.”

### Inicis
Quan tenia vint anys, va deixar la seva feina en un centre comercial per dedicar-se a la música a temps complet. El seu primer EP com a solista va ser Worthless, que es va autoeditar. Va vendre'l al passeig marítim de Venice, Califòrnia.

### Èxit popular
El seu àlbum del 2021 Simple Syrup va tenir un reconeixement molt ampli. El següent LP, Anarchist Gospel, va ser elogiat per la crítica, amb Jonathan Bernstein de Rolling Stone qualificant-lo de "declaració poderosa" i Stephen Erlewine de Pitchfork qualificant-lo com "emocionalment ressonant i curiosament esperançador". Armageddon in a Summer Dress, publicat el 2025, també va ser unànimement aclamat per la crítica.

## Discografia
EPs
- Worthless (2014)
- Red, White and Blue  (2016)
- With the Sun (2018)
- Can I Sit With You? (2020)

Àlbums d'estudi
- Particle War (2018): àlbum col·laboratiu amb Particle Kid
- Shell of a Girl (2019)
- Simple Syrup (2021)
- Anarchist Gospel (2023)
- Armageddon In A Summer Dress (2025)